# L'aria del lago
L'aria del lago è un film drammatico del 2007 diretto da Alberto Rondalli e tratto dal libro di Andrea Vitali Il segreto di Ortelia.

## Trama
Amleto Selva è un giovane immigrato siciliano che si trasferisce nel comune di Bellano nel 1919 alla ricerca di una vita migliore; qui trova l'amore in Cirene, timida, bruttina, ma unica ereditiera di una delle due macellerie del paese (l'altra è quella dei Bereni, con cui c'è un'accesa rivalità).
Cirene soffre di una rara malattia che non le consente di avere rapporti sessuali senza provare dolore; durante la prima di nozze, tuttavia, i due consumano per la prima e ultima volta e concepiscono Ortelia.
A causa della forzata castità di Cirene Amleto inizierà a frequentare il bordello di Lecco insieme ad un gruppo di amici che vivono del tutto indifferenti all'affermarsi della dittatura fascista.